# Elena Laumenskienė
Elena Laumenskienė   (Radviliškis, 4 de juliol de 1880 - Vílnius, 24 de març de 1960) fou una pianista, professora i compositora lituana.
De 1892 a 1900, va estudiar piano a Vilnius amb F. Pšybilskaitė. El 1907 es va graduar al Conservatori de Moscou tenint per professors A. Hubert, Aleksandr Skriabin, Konstantin Igumnov). De 1908 a 1915, a Vilnius va ensenyar a l'escola de música privada de "Z. Jakubovskis", a la classe de piano, i més tard al departament de música de la Vilnius Music Society, de Vilnius. De 1915 a 1921 va viure a Moscou, va treballar a la Philharmonic Society Music School; va estudiar la composició privada amb Aleksandr Ilinski. De 1921 a 1933 i, des de 1933 a l'Escola de Música Kaunas i al Conservatori, de 1921 fins a 1930, Elena Laumenskienė va impartir estudis de piano privadament, i al llarg de la dècada dels anys trenta, al seu propi Conservatori del Poble. Des de 1940 va ser professora a l'Escola de Música de Secundària Vilnius, al Conservatori de Vilnius des de la seva creació, al 1945, i des de 1946 al Conservatori Estatal, que actualment és l'Acadèmia Lituana de Música i Teatre (LMTA).
Va actuar a Moscou, Vilnius, Kaunas... Va crear més de 300 temes entre cançons, romanços i peces per a piano. I entre els seus alumnes s'hi compten Juozas Antanavičius, Konstancija Brundzaitė, Bronius Jakubauskas, Vytautas Laurušas, Bronius Kutavičius o Algis Šimkus.